# Pablo Parés
Pablo Parés (Buenos Aires, 28 de agosto de 1978) es un director de cine, actor, productor cinematográfico, guionista y editor argentino. Ha dirigido y producido cerca de 20 películas, y es particularmente conocido por su trabajo en películas del género terror, destacándose su labor como director, guionista y productor de la "saga de Plaga Zombie", que consta del clásico de culto Plaga Zombie y sus dos secuelas, Plaga Zombie: Zona mutante, y Plaga zombie: Zona mutante - Revolución tóxica, las tres del género comedia de terror. También dirigió la aclamada serie Daemonium, mezcla de ciencia ficción y fantástico (y que fue editada también en versión largometraje).

## Trayectoria
Muchas de sus películas, incluyendo la saga Plaga Zombie, las realizó con su propia productora, llamada Farsa. Entre su abundante obra, que usualmente es de muy bajo presupuesto, la mayoría de sus películas no tuvo estreno comercial y se distribuyeron por circuitos independientes; se destacan las excepciones de Daemonium, cuya versión cinematográfica fue adquirida para distribución por Netflix y lanzada en todo el mundo con subtítulos en inglés, árabe, italiano y alemán, y 100% lucha - El amo de los clones (codirigida junto a Paulo Soria), producción del canal Telefe, adaptación cinematográfica del programa 100% Lucha.
En el caso de Daemonium, Parés destaca a la misma como una obra "de muy buen nivel".
Su experiencia con 100% lucha, en cambio, fue sumamente negativa, e incluso días antes del estreno declaró públicamente que "estuvo lejos de cumplirse cualquier deseo o sueño... más bien fue una pesadilla...".

## Filmografía

### Productor
| Año  | Película                                       | Tipo         |
| ---- | ---------------------------------------------- | ------------ |
| 1991 | Saga del hombre invisible                      | Cortometraje |
| 1991 | New York Cop                                   | Cortometraje |
| 1991 | El último gaucho ninja                         | Cortometraje |
| 1991 | Boluman                                        | Cortometraje |
| 1992 | La cama                                        | Cortometraje |
| 1993 | Farsatoons                                     | Cortometraje |
| 1993 | Trilogía de hijo de puta                       | Cortometraje |
| 1994 | Mutantes compactos                             | Cortometraje |
| 1994 | El hombre rata                                 | Cortometraje |
| 1995 | El ataque del vampiro espacial                 | Cortometraje |
| 1995 | Bajo el poder de la garra maldita              | Cortometraje |
| 1996 | La cama                                        | Cortometraje |
| 1996 | Hotel paraíso                                  | Cortometraje |
| 1996 | Acontecimientos locales                        | Cortometraje |
| 1997 | Plaga Zombie                                   | Video        |
| 1998 | Demonios municipales                           | Short        |
| 1998 | Cortos de las chicas de enfrente               | Cortometraje |
| 1999 | Cucaracha                                      | Cortometraje |
| 2000 | Nathán: El peluche asesino                     | Cortometraje |
| 2000 | Santoro                                        | Video        |
| 2000 | Nunca asistas a este tipo de fiestas           | Largometraje |
| 2001 | Plaga Zombie: Zona mutante                     | Largometraje |
| 2002 | Amigos del demonio                             | Cortometraje |
| 2004 | Devorador de sueños                            | Largometraje |
| 2007 | Filmatron                                      | Largometraje |
| 2009 | Nunca más asistas a este tipo de fiestas       | Largometraje |
| 2009 | 100% lucha, el amo de los clones               | Largometraje |
| 2009 | Kapanga todoterreno                            | Largometraje |
| 2010 | Post - La aventura completa                    | Largometraje |
| 2011 | Plaga zombie: Zona mutante - Revolución tóxica | Largometraje |
| 2011 | Daemonium                                      | Cortometraje |
| 2013 | Cichonga (Director invitado)                   | Largometraje |
| 2015 | Daemonium: Underground Soldier                 | Largometraje |
| 2015 | Grasa (Codirección)                            | Largometraje |
| 2017 | Malvinator (Codirección)                       | Largometraje |
| 2018 | Bruno Motoneta                                 | Largometraje |
| 2018 | Soy tóxico                                     | Largometraje |
| 2022 | PussyCake                                      | Largometraje |
| 2023 | Marisa y Gomoso                                | Largometraje |
| 2024 | Doctor Cerebro                                 | Largometraje |

| Año  | Serie/telenovela                  |
| ---- | --------------------------------- |
| 1991 | Saga del hombre invisible         |
| 1991 | New York Cop                      |
| 1991 | El último gaucho ninja            |
| 1991 | Boluman                           |
| 1993 | Farsatoons                        |
| 1993 | Trilogía de hijo de puta          |
| 1994 | Mutantes compactos                |
| 1994 | El hombre rata                    |
| 1995 | El ataque del vampiro espacial    |
| 1995 | Bajo el poder de la garra maldita |
| 1996 | La cama                           |
| 1996 | Hotel paraíso                     |
| 1996 | Acontecimientos locales]          |
| 1997 | Plaga Zombie                      |
| 1998 | Demonios municipales              |
| 1998 | Cortos de las chicas de enfrente  |
| 1999 | Cucaracha                         |
| 2000 | Santoro                           |
| 2001 | Plaga zombie: Zona mutante        |
| 2002 | Amigos del demonio                |
| 2010 | Post - La aventura completa       |
| 2015 | Daemonium: Underground Soldier    |
| 2015 | Grasa                             |

### Otros Roles
| Año  | Película                                       | Rol                              |
| ---- | ---------------------------------------------- | -------------------------------- |
| 1991 | Saga del hombre invisible                      | Actor                            |
| 1991 | New York Cop                                   | Actor                            |
| 1991 | El último gaucho ninja                         | Actor                            |
| 1991 | Boluman                                        | Actor                            |
| 1992 | La cama                                        | Actor Cinematógrafo              |
| 1993 | Farsatoons                                     | Actor                            |
| 1993 | Trilogía de hijo de puta                       | Actor                            |
| 1994 | El hombre rata                                 | Actor                            |
| 1995 | El ataque del vampiro espacial                 | Actor Cinematógrafo              |
| 1995 | Bajo el poder de la garra maldita              | Actor Cinematógrafo              |
| 1996 | La cama                                        | Cinematógrafo                    |
| 1996 | Hotel paraíso                                  | Actor Cinematógrafo              |
| 1996 | Acontecimientos locales                        | Actor Cinematógrafo              |
| 1997 | Plaga Zombie                                   | Actor Guion Cinematógrafo Sonido |
| 1998 | Mar 6                                          | Cinematógrafo                    |
| 1999 | Cucaracha                                      | Cinematógrafo                    |
| 1999 | Momia-o-matic                                  | Cinematógrafo                    |
| 2000 | Nathán: El peluche asesino                     | Guion Cámara                     |
| 2000 | Santoro                                        | Actor Guion Sonido               |
| 2000 | Nunca más asistas a este tipo de fiestas       | Actor Guion                      |
| 2001 | Plaga zombie: Zona mutante                     | Actor Guion Editor               |
| 2002 | Amigos del demonio                             | Guion Cinematógrafo              |
| 2004 | Devorador de sueños                            | Guion Cámara                     |
| 2004 | Mucho zombie y pocas nueces                    | Editor                           |
| 2005 | Kidon                                          | Editor                           |
| 2007 | Filmatron                                      | Guion                            |
| 2008 | Strogonoff                                     | VFX                              |
| 2009 | 100% lucha, el amo de los clones               | Guion Cámara                     |
| 2009 | Kapanga todoterreno                            | Guion                            |
| 2010 | El hada buena - Una fábula peronista           | Actor                            |
| 2010 | La casa por la ventana                         | VFX                              |
| 2010 | Post - La aventura completa                    | Actor Guion Editor               |
| 2011 | Plaga zombie: Zona mutante - Revolución tóxica | Actor Guion Cámara Editor        |
| 2011 | Daemonium                                      | Sonido                           |
| 2012 | Goretech: Bienvenidos al planeta hijo de puta  | Actor                            |
| 2013 | Cichonga                                       | Actor Cámara Sonido VFX          |
| 2015 | Pedro Osuna salva la Navidad                   | Actor                            |
| 2015 | Grasa                                          | Guion Editor                     |
| 2015 | Daemonium: Underground Soldier                 | Guion Sonido VFX                 |
| 2014 | Nacido para morir                              | Cámara                           |
| 2014 | Lucho's Big Adventure                          | Cámara                           |
| 2021 | Plaga Zombie: American Invasion                | Actor                            |
| 2016 | Ecuación                                       | VFX                              |